# Čudnovate zgode šegrta Hlapića (1997.)
Čudnovate zgode šegrta Hlapića je hrvatski dugometražni crtani film iz 1997. Snimila ga je produkcijska kuća Croatia film, a nastao je prema istoimenom dječjem romanu hrvatske književnice Ivane Brlić-Mažuranić.
Snimljen je za hrvatsko tržište i produciran na opremi za celove. Film je bio treći proizvod animacijskog odjela Croatia filma i njegova ravnatelja Milana Blažekovića, nakon Čudesne šume (1986.) i Čarobnjakova šešira (1990).
Po broju gledatelja Čudnovate zgode šegrta Hlapića najuspješniji je hrvatski animacijski projekt, a bio je i kandidat za Oscara 1997. godine u kategoriji najbolji strani film. Uz japanski film Princeza Mononoke Hayaoa Miyazakija bio je jedini kandidirani animirani film u toj kategoriji te godine.  Ni jedan od njih dvoje nije osvojio Oscara.
Popularnost filma i međunarodni uspjeh dovela je do naknadne produkcije televizijske crtane serije od 26 epizoda Hlapićeve nove zgode krajem 1990-ih, ali u inozemnoj produkciji, bez ikakva udjela hrvatskih autora.
Veljače 2000. prvi put prikazan je na sjevernoameričkom kontinentu kao prvi u nizu u emisiji "Movie Matinee" Sony Wondera. Disney Channel prvi ga je put prikazao na američkoj kabelskoj televiziji nešto poslije istog mjeseca.

## Produkcija
Croatia film radila je na "Čudnovatim zgodama" od 1991. do 1997., uz financijsku potporu ministarstva kulture. Film je produciran za Domovinskog rata, kad je Hrvatska sve ljudske i financijske resurse bila prisiljena usmjeriti na obranu domovine, zbog čega su mnoge tada sporedne djelatnosti pretrpile zastoj i krizu, pa i svjetski slavni hrvatski animirani film i tek se počela oporavljati od rata za obranu i neovisnost. U produkciji se osoblje služilo starinskim kamerama za cel od kojih su neke datirale još iz 1938. godine. Autori su se odlučili za antropomorfne životinje kao junake, a za glavni lik izabrali su mišića.
Direltor Milan Blažeković je prije radio na animiranim projektima kao što su slavni Profesor Baltazar za Zagreb Film, nakon čega je prešao na režiranje projekta Čudesne šume 1986. i njena nastavka iz 1990. Čarobnjakova šešira, za studio Croatia film. Za Čudnovate zgode bio je i scenarist i crtač layouta. U film su uključeni mnogi poznati hrvatski glumci među kojima su Relja Bašić, Emil Glad, Tarik Filipović i Ivana Bakarić. Dječji glumci Ivan Gudeljević i Maja Rožman odigrali su glasovne uloge glavnih likova.
Za međunarodnu distribuciju film je prodan njemačkom distributeru. Distributer je lišio film egzotike izvornog autorstva i prilagodio ga svome ukusu. Na videokazetama s ovim prvorazrednim djelom hrvatske kulture, ni jednom riječju nije pisalo da se radi o hrvatskom proizvodu, a kamoli da bi netko spomenuo Ivanu Brlić-Mažuranić ili Milana Blažekovića.
Te 1997. Croatia film udružio se s njemačkim HaffaDieboldom, podružnicom Constantin Mediena i televizijskom postajom ProSieben radi kreiranja nove verzije crtanog filma za međunarodno tržište.  Uz nekoliko izmijenjenih prizora i ponovno napravljenog završetka, ova je verzija sinkronizirana za njemačko govorno područje, prije nego što je prodana u 70 teritorija diljem svijeta. Švedska TV1000 bila je među prvim postajama koja je emitirala HaffaDieboldovu verziju na televiziji pod naslovom Lapitch den lilla skomakaren. 
Za englesko govorno područje glasovi su snimljeni u Vancouveru u Britanskoj Kolumbiji, u Koko Productionsu i Airwaves Sound Designi; Rainmaker Digital Pictures rukovala je postprodukcijom. U ovoj je verziji kanadska glumica Cathy Weseluck posudila glas Hlapiću.

## Glasovi
- Ivan Gudeljević kao šegrt Hlapić
- Maja Rožman kao Gita
- Tarik Filipović kao Amadeus/Vlasnik vrtuljka
- Pero Juričić kao Bundaš/Vlasnik cirkusa
- Relja Bašić kao Crni štakor
- Vlado Kovačić kao Majstor Mrkonja
- Marina Nemet kao Majstorica
- Hrvoje Zalar kao Grga
- Ljiljana Gener kao Jana
- Zorko Sirotić kao Marko
- Ivana Bakarić kao Markova majka
- Božidarka Frajt kao Grgina majka
- Emil Glad kao Medo
- Ivica Vidović kao Markov otac
- Mato Ergović kao Gostioničar
- Mladen Crnobrnja kao ptica Štef
- Slavko Brankov kao Jazavac
- Sven Šestak kao Lisac
- Marinko Prga kao Zec
- Ivo Rogulja kao Gradonačelnik
- Barbara Rocco kao Praščić
- Zlatko Crnković kao Pripovjedač

## Glazba
Glazbu za film izvode Srebrna krila, Slavko Pintarić, Vladimir Kočiš i Silvestar Dragoje te Branka Delić. Za međunarodno tržište bilo je nekih izmjena, novi skup pjesama i izvođača. Glazbu za izvornu verziju skladao je Duško Mandić, a pjesme je napisao član osoblja Pajo Kanižaj. Petar Grašo pridonio je produkciji pjesmom "Ljubav sve pozlati" ali nije zapisan u creditima. Dio pjesme čuje se pri završnom dijelu odjavne špice. Producent filma Željko Zima režirao je glazbeni spot. Pjesma se također pojavila na zadnjem mjestu Grašina debitantskog albuma 1997. Mjesec iznad oblaka u izdanju Orfeja i Tonike.
Za međunarodnu je verziju njemački umjetnik Hermann Weindorf radio na novom skupu pjesama i glazbe, zamijenivši izvorni hrvatski rad Duška Mandića. "Take My Hand" koju izvodi Jane Bogart zamijenila je Grašinu "Ljubav sve pozlati". Njemački album s glazbom za ovaj film izdan je na CD-u i kazeti pod etiketom Ariole 6. listopada 1997.

## Vanjske poveznice
- Čudnovate zgode šegrta Hlapića u internetskoj bazi filmova IMDb-a
- Hlapićeve nove zgode u internetskoj bazi filmova IMDb-a